# Сморчков, Александр Павлович
Александр Павлович Сморчков (29 ноября 1919, деревня Чекмово, Дмитровский уезд, Московская губерния — 16 ноября 1998, Москва) — советский лётчик-истребитель, участник Великой Отечественной и Корейской войн. Герой Советского Союза (13.11.1951). Полковник.

## Биография
Родился в семье крестьянина. В 1935 году окончил 7 классов средней школы в Пушкинском районе. Работал на заводе в городе Мытищи, в апреле 1938 года окончил школу фабрично-заводского ученичества в Мытищах, а с ноября 1937 по сентябрь 1938 года учился в Мытищинском районном аэроклубе.
В ноябре 1938 года призван в ряды Красной армии. В апреле 1940 года окончил Качинскую военно-авиационную школу имени А. Ф. Мясникова. С апреля 1940 года служил лётчиком-инструктором в Львовской военной авиационной школе пилотов, с декабря 1940 года — в Фастовской ВАШП, с августа 1941 года — в Черниговской военных авиационных школах пилотов. Участник Великой Отечественной войны с 6 октября 1941 года: когда из инструкторов и наиболее подготовленного курсантского состава была сформирована Зерноградская группа ПВО на Южном фронте, младший лейтенант А. П. Сморчков был зачислен в её состав и на истребителе И-16 совершил 51 боевой вылет в ходе Донбасской оборонительной операции, провёл 9 воздушных боёв, но побед в них не одержал. В бою 23 октября 1941 года был ранен.
После выздоровления в декабре 1941 года был возвращён в Черниговскую ВАШП (к тому времени была эвакуирована в город Кизыл-Арват Красноводской области Туркменской ССР), стал командиром звена. С декабря 1942 года служил заместителем командира и штурманом эскадрильи 761-го истребительного авиационного полка 136-й смешанной авиационной дивизии ВВС Среднеазиатского военного округа, который дислоцировался в Ашхабаде и летал на И-15 бис, а в марте 1943 года передан в состав 5-й запасной авиационной бригады ВВС Сибирского военного округа. Там А. П. Сморчков переучился на истребитель Як-7Б. С мая по сентябрь 1943 года учился на Полтавских курсах усовершенствования штурманов (действовали в эвакуации в городе Соль-Илецк Чкаловской области). Общий налёт на всех типах самолётов к этому времени составлял около 800 часов, в том числе 20 часов в ночных условиях.
С сентября 1943 года лейтенант Сморчков вновь на фронте, воевал заместителем командира эскадрильи 523-го истребительного авиационного полка 303-й истребительной авиационной дивизии 1-й воздушной армии на Западном фронте), куда прибыл 6 октября. В первом же боевом вылете получил лёгкое ранение, и опять из госпиталя был направлен на учёбу, окончив технические курсы при НИИ ВВС (там освоил истребитель Ла-7). С мая 1944 года до конца войны — на фронте в том же 523-м истребительном авиаполку, вскоре стал командиром эскадрильи. Воевал на 3-м Белорусском фронте. Участвовал в Белорусской, Прибалтийской и в Восточно-Прусской операциях. К маю 1945 года капитан А. П. Сморчков произвёл 213 боевых вылетов, участвовал в 18 воздушных боях, в которых лично сбил 2 истребителя Ме-109 и подбил один FW-190.
После Победы продолжал службу в 523-м истребительном авиационном полку, сначала в составе ВВС Белорусского военного округа, затем с сентября 1948 года — в Московском районе ПВО. В феврале 1947 года стал заместителем командира полка и лётчиком-инспектором по технике пилотирования, в июне 1949 года понижен в должности до командира эскадрильи.
В январе 1951 года переведён в 18-й гвардейский истребительный авиационный полк той же 303-й истребительной авиационной дивизии, который к тому времени был переброшен в Дальневосточный военный округ и дислоцировался в Приморском крае. В марте 1951 года полк перелетел в Мукден (Китай) для подготовки к боевым действиям. С 8 мая 1951 по 20 февраля 1952 года участвовал в Корейской войне. За это время совершил 150 боевых вылетов, провёл 52 воздушных боя, лично сбил 13 и в группе 1 самолёт противника, повредил ещё 3 истребителя F-86. Ещё в ходе боёв, в конце октября 1951 года командир 303-й истребительной авиационной дивизии Герой Советского Союза А. С. Куманичкин представил подполковника Александра Сморчкова за совершение 64 боевых вылетов, 10 сбитых лично и 1 в группе самолётов противника к званию Героя Советского Союза. Указом Президиума Верховного Совета СССР от 13 ноября 1951 года за успешное выполнение заданий командования и проявленные при этом мужество и отвагу подполковник Сморчков Александр Павлович удостоен звания Героя Советского Союза с вручением ордена Ленина и медали «Золотая Звезда».
После возвращения в СССР в августе 1952 года направлен на учёбу в Военно-воздушную академию в Монино, окончил её в 1956 году. С ноября 1956 года — командир 826-го учебного истребительного авиационного полка, который входил в состав 2-х Центральных лётно-тактических курсов усовершенствования офицерского состава (базировался на аэродроме Таганрог-Центральный). С мая 1960 года — командир 802-го учебного авиационного полка Краснодарского военного объединённого лётно-технического училища имени А. К. Серова. С июня 1962 года — заместитель командира 9-й истребительной авиационной дивизии (Московский военный округ). С января 1964 года — командир 95-й истребительной авиационной дивизии 26-й воздушной армии Белорусского военного округа. С августа 1964 года — начальник командного пункта 26-й воздушной армии. С марта 1966 года работал в Военно-воздушной инженерной академии имени Н. Е. Жуковского: преподаватель, с апреля 1967 года — старший преподаватель кафедры тактики и истории военного искусства. С декабря 1975 года полковник А. П. Сморчков — в запасе.
Жил в Москве. На пенсии продолжал работать в Военно-воздушной инженерной академии имени Н. Е. Жуковского и в Научно-экспериментальном центре автоматизации управления воздушным движением.
Умер 16 ноября 1998 года. Похоронен на Троекуровском кладбище.

## Воинские звания
- Младший лейтенант (3.04.1940)
- Лейтенант (6.11.1942)
- Старший лейтенант (3.02.1944)
- капитан (7.10.1944)
- Майор (17.05.1945)
- Подполковник (28.04.1951)
- Полковник (1956)

## Награды
- медаль «Золотая Звезда» Героя Советского Союза (13.11.1951);
- орден Ленина (13.11.1951);
- три ордена Красного Знамени (27.08.1944, 28.10.1944, 28.03.1945);
- Орден Александра Невского (26.12.1944);
- орден Отечественной войны 1 степени (11.03.1985);
- орден Отечественной войны 2 степени (1.07.1944);
- два ордена Красной Звезды (10.10.1951, 5.11.1945);
- медаль «За боевые заслуги» (20.06.1949);
- другие медали.